# 야닉 시너
야닉 시너(Jannik Sinner, 2001년 8월 16일 ~ )는 이탈리아의 프로 테니스 선수이다. 현재 프로 테니스 협회(ATP)가 선정한 단식 부문 세계 1위에 올라 있으며, 이는 역사상 가장 높은 순위의 이탈리아 단식 선수가 되었다. 플레이 스타일은 오른손잡이, 양손 백핸드이다. 시너는 2024 오스트레일리아 오픈의 그랜드 슬램 타이틀과 마스터스 1000 타이틀 2개를 포함하여 ATP 투어에서 14개의 싱글 타이틀을 획득했다.

## 주니어 경력
시너는 2016년부터 국제테니스연맹(ITF)이 운영하는 프리미어 주니어 투어인 ITF 주니어 서킷에 출전하기 시작했다. 주니어 시절에는 제한적인 성공을 거두었지만 2017년 말 이후 주로 프로 투어로 이적했다. 단식에서 상위 그레이드 1 이벤트의 주요 추첨을 한 적이 없으며 그가 참가한 유일한 상위 등급 A 토너먼트는 트로페오 본피글리오였다. 그는 2017년 이탈리아 A급 토너먼트에서 개막전 패배에 이어 2018년 8강까지 진출했다. 이는 그가 2018년에 출전한 유일한 주니어 대회였다. 그는 주니어 그랜드 슬램 토너먼트에 한 번도 출전한 적이 없다. 높은 수준의 토너먼트에 출전한 횟수가 적었기 때문에 시너의 경력 최고 주니어 순위는 상대적으로 낮은 133위였다.

## 프로 경력
2023년 시즌이 끝날 무렵 시너는 ATP 결승에서 준우승을 차지했고 1976년 이후 처음으로 이탈리아를 데이비스 컵 왕관으로 이끌었다. 시너는 또한 9월에 달성한 복식 세계 124위라는 경력 최고 순위를 보유하고 있다. 2021년 복식에서 ATP 투어 타이틀 1개를 획득했다.
시너는 이탈리아 북부, 주로 독일어를 사용하는 사우스 티롤 지역에서 자랐다. 7~12세 사이에 스키 선수로 활동한 후 시너는 13세에 테니스에만 집중하기로 전환했고 베테랑 코치 리카르도 피아티와 함께 훈련하기 위해 이탈리아 리비에라의 보르디게라로 이주했다. 주니어 시절의 제한적인 성공에도 불구하고 시너는 16세에 남자 프로 경기에 출전하기 시작했으며 17세에 여러 ATP 챌린저 투어 타이틀을 획득한 몇 안 되는 선수 중 한 명이 되었다. 2019년에는 넥스트 제네레이션 ATP에서 우승하며 상위 100위 안에 들었다. 결승전 및 ATP 올해의 신인상도 수상했다.
2021년에는 2021 씨티 오픈에서 최연소 ATP 500 챔피언이 되었고, 2000년대 출생 선수 최초로 랭킹 10위 안에 진입했다. 시너는 2023년 캐나다오픈에서 생애 첫 마스터스 1000 우승을 차지했고, ATP 파이널까지 진출해 시즌을 마무리하며 이탈리아가 데이비스컵을 들어올리는 데 기여했다. 2024년 호주 오픈에서 시너는 준결승에서 세계 1위 노박 조코비치를 꺾고 생애 첫 메이저 결승에 진출했다. 그런 다음 그는 5세트 결승전에서 다닐 메드베데프를 꺾고 2세트를 마치고 돌아와 자신의 첫 메이저 타이틀을 획득했다.

### 2025년:호주 오픈우승, 이탈리아 오픈 및 프랑스 오픈 준우승
디펜딩 챔피언으로 2025년 호주 오픈에 출전한 시너는 니콜라스 하리(Nicolás Jarry), 트리스탄 스쿨케이트(Tristan Schoolkate), 마르코스 기론(Marcos Giron), 홀거 루네(Holger Rune), 알렉스 디미노어를 차례로 꺾고 준결승에 진출했다. 준결승에서는 벤 셸턴(Ben Shelton)을 스트레이트 세트로 이겼으며, 결승전에서는 1월 26일에 알렉산더 츠베레프를 스트레이트 세트로 꺾고 타이틀 방어에 성공했다.
2024년 클로스테볼 양성 반응과 관련해 세계반도핑기구(WADA)는 2025년 2월, 시너와 ‘사건 해결 합의(case resolution agreement)’를 체결했다고 발표했다. WADA는 양성 반응의 원인과 설명을 받아들였지만 “선수는 주변인의 과실에 대해 책임이 있다”고 언급했다. 이에 따라 시너는 3개월 자격 정지 처분을 받았으며, 2025년 2월 9일부터 5월 4일까지 테니스 대회 출전이 금지되었다. 이에 대해 일부 선수들은 비판적인 반응을 보였는데, 특히 노박 조코비치는 2025년 카타르 오픈 기자회견에서 “대부분의 선수들이 특혜가 있다고 느끼고 있다”며, 상위 랭커들이 신속한 법률 지원을 받을 수 있는 점을 지적했다. 시너의 변호사 제이미 싱어는 이러한 비판이 잘못된 정보에 기반한 것이라며 공개적으로 반박했다.
2025년 5월, 시너는 이탈리아 오픈 결승에 진출하며 마리아노 나보네(Mariano Navone), 예스퍼 더 용(Jesper de Jong), 프란시스코 세룬돌로(Francisco Cerúndolo), 캐스퍼 루드, 토미 폴(Tommy Paul)을 차례로 꺾었다. 이로써 시너는 1978년 아드리아노 파나타 이후 처음으로 이탈리아 오픈 결승에 오른 이탈리아 남자 선수가 되었다. 결승에서는 카를로스 알카라즈에게 스트레이트 세트로 패했다. 프랑스 오픈에서도 결승에 진출했으며, 1라운드 아르튀르 랭데르크네흐, 2라운드 리샤르 가스케, 3라운드 이리 레헤츠카, 4라운드 안드레이 루블료프, 8강전 알렉산더 부블릭, 준결승전 노박 조코비치를 모두 스트레이트 세트로 꺾으며 올라갔다. 결승전에서는 롤랑가로스 역사상 가장 긴 경기 끝에 카를로스 알카라스에게 패했으며, 2세트 연속 선취 후 4세트에서 매치 포인트 세 번을 놓친 끝에 역전패를 당했다.

## 그랜드슬램 우승자
- 오스트레일리아 오픈 - 2024년과 2025년 2년 연속 우승
- US 오픈 - 2024년 우승
- 윔블던 - 2025년 우승